# Jonathan Burkardt
Jonathan Michael Burkardt (ur. 11 lipca 2000 w Darmstadt) – niemiecki piłkarz, występujący na pozycji napastnika w niemieckim klubie Eintracht Frankfurt oraz w reprezentacji Niemiec. 